# Dyshu tishinoy
Dyshu tishinoy (em russo:  Дышу тишиной, em português:  Respirando o Silêncio) é o álbum solo de estréia do rock cantor russo Nikolai Noskov

## Faixas
1. Дышу тишиной (Respirando o Silêncio) — 3:57
2. Зимняя ночь (Noite do inverno) — 3:46
3. Романс (Romance) — 4:58
4. Это здорово (É ótimo) — 4:11
5. Исповедь (Confissão) — 3:38
6. Снег (Neve) — 4:54
7. Доброй ночи (Boa noite) — 5:06
8. Дай мне шанс (Me dê uma chance) — 4:56
9. Узнать тебя (Verifique se o seu) — 5:13
10. Мой друг (Um amigo meu) — 4:59
11. В рай (No paraíso) — 3:48